# Dichorisandra hexandra
Dichorisandra hexandra là một loài thực vật có hoa trong họ Commelinaceae. Loài này được (Aubl.) Standl. mô tả khoa học đầu tiên năm 1925.